# Hubert Klier
Hubert Klier (* 26. Mai 1924 in Zirl; † 7. März 1990 in Walchsee), „der singende Gendarm aus Walchsee“, war ein österreichischer Komponist, Texter und Sänger aus Walchsee (Tirol).
Er ist Schöpfer des „Walchsee Walzer“ und vieler bekannter Lieder der Zillertaler Schürzenjäger. Er wurde ausgezeichnet mit unzähligen goldenen Schallplatten, mit der „goldenen Rose“ in Wien und mit dem Ehrenverdienstabzeichen in Gold der Gemeinde Walchsee sowie Ehrenmitglied der BMK Walchsee. Die Schürzenjäger veröffentlichten 1994 das Album In Memoriam Hubert Klier – 20 Top Volltreffer.
Klier schrieb während seiner musikalischen Karriere 400 Schlager. Sein Sohn Heinz Klier ist als Peter Martell ebenfalls musikalisch aktiv.

## Bekannteste Kompositionen
- Innsbrucker Olympia Marsch
- Südtirol Edelweißland
- Frag die Zigeunerin
- Ischia Isola Bella
- Ich habe dir zu danken
- Ohne Musi geht nix
- Vater bitte hol mi
- Mistln vom Baum
- Achenseelied
- Kitzbüheler Lied
- Walchseer Walzer